# ميرفين هيل
ميرفين يويلين هيل (بالإنجليزية: Mervyn Hill)‏ (23 يونيو 1902 - 27 فبراير 1948) أول امرأة على مستوى لعبة الكريكيت باعتبارها يكتكيبر والضارب للسومرست بين عامي 1921 و 1932، وكذلك ظهرت في المباريات لغلامورغان وجامعة كامبردج [1] وكان أيضا عضوا في ل. فريق MCC أن جال الهند في 1926-1927 وساعدت في وضع الأساس لدخول الهند في اختبار الكريكيت. ولدلت فلانداف، كارديف، ويلز، وتوفي في وستمنستر، لندن.